# Paula Hampton
Paula Hampton (* 11. Juli 1938 in Middletown (Ohio) als Paulea Kerley) ist eine US-amerikanische Jazzmusikerin (Schlagzeug, Gesang).

## Leben und Wirken
Hampton stammt aus einer Musikerfamilie, die auch eine zunächst überregional tourende Familienband The Hampton Family bildete, in der auch ihr Großonkel Lionel Hampton und ihr Onkel, Slide Hampton, auftraten. Sie lernte Schlagzeug und spielte mit der Familienband in Indiana. Mitte der 1960er zog Hampton nach New York City, wo sie zunächst mit Milt Hinton, dann mit Bertha Hope, mit Amina Claudine Myers und mit anderen Musikerinnen zusammenspielte, etwa als Jazz Sisters.  Mit ihrer eigenen Band Celebration war sie seit 1985 wiederholt auf Tournee in Europa. In den späten 1980er und frühen 1990er Jahren arbeitete sie fünf Jahre mit Dakota Staton zusammen und begleitete auch die Sängerin Sandra Reaves-Phillips. Mit Bertha Hope und Kim Clarke spielt sie in der Gruppe Jazzberry Jam!, die 1997 ihre erste CD auf einem Festival in Florida einspielte.